# 農夫保險公開賽
農夫保險公開賽（Farmers Insurance Open）是高爾夫球賽事PGA巡迴賽的一項賽事，舉辦場地是加利福尼亞圣迭戈鄉村俱樂部。農夫保險公開賽開始於1952年，在1968年至1988年曾經由歌手安迪·威廉斯主辦。2010年開始，由於農夫保險集團成為該賽事的冠名贊助商，遂改為現在的名稱。

## 外部連結
- 官方网站
- Coverage on the PGA Tour's official site （页面存档备份，存于）

32°54′11″N 117°14′42″W / 32.903°N 117.245°W